# 麥高義
麥高義，SBS，SC（1956年—2020年4月28日），原籍新西蘭，香港資深大律師。1987年於香港獲得律師資格，1997年獲委任為資深大律師。2005年，麥高義因協助改革香港的案例編匯制度獲頒銀紫荊星章，為香港首名獲得此勳章的外籍大律師。

## 司法生涯
麥高義於1980年及1986年分別獲得新西蘭及英國大律師資格，1980年起新西蘭執業。1983年移居香港後曾擔任高級檢控官。1987年獲得香港大律師資格後開始私人執業，1997年被委任為資深大律師。2001年及2005年，他先後被委任為高等法院原訟庭暫委法官及特委法官。
麥高義擅長刑事法及公共法案件。1990年，麥高義代表越南船民，成功申請人身保護令。2007年代表「無味神探」陳思祺向香港警務處索償。同年在香港教育學院風波中代表香港教育學院的校長及副校長，披露胡國興的角色衝突，迫使胡辭任獨立調查委員會主席。2019年他於「雨傘運動案」代表「佔中三子」戴耀廷、陳健民及朱耀明一方。他曾替劉鑾雄申請司法覆核挑戰修訂《逃犯條例》，亦於警方搜查被捕人士的手機的司法覆核案中代表民陣。

## 個人生活
麥高義懂說粵語，偶爾會於法庭上以粵語說出一些香港地道用語。他育有一子一女，其兒子麥劍祺亦為大律師。2019年麥高義患上血癌，獲捐贈骨髓並痊愈。2020年4月28日因心臟病離世。

## 評價
戴耀廷讚揚麥高義是「憲法層面首屈一指的律師」，並認為他的離世是法律界的損失。資深大律師駱應淦指麥高義不論擔任辯方或控方均表現一流，而社運人士周諾恆憶述麥高義曾主動就一宗案件主動為他找法援代表。陳健民讚揚麥高義為人正直，願意拔刀相助，生病期間仍對案件念念不忘。

## 資料來源
1. 1 2 3 4  . 蘋果日報 (香港). 2020-04-30  [2020-05-02]. （原始内容存档于2020-05-08）.
2. 1 2 3  . 政府新聞處. 2005-12-30  [2020-05-02]. （原始内容存档于2020-05-08）.
3. ↑  . 政府新聞處. 2005-07-01  [2020-05-02]. （原始内容存档于2020-04-29）.
4. ↑  . 文匯報. 2009-07-14  [2020-05-02]. （原始内容存档于2020-05-08）.
5. 1 2  . 明報. 2020-04-30  [2020-05-02]. （原始内容存档于2020-05-08）.
6. ↑  . 星島日報. 2020-04-30.
7. 1 2 3  . 明報. 2020-04-30  [2020-05-02]. （原始内容存档于2020-05-08）.
8. ↑  . 香港01. 2020-04-30  [2020-05-02]. （原始内容存档于2020-05-08）.
9. ↑  . 東方日報. 2007-03-17  [2020-05-02]. （原始内容存档于2020-05-08）.
10. ↑  . 蘋果日報 (香港). 2019-04-25  [2020-05-02]. （原始内容存档于2020-05-08）.
11. ↑  . 蘋果日報 (香港). 2007-03-17  [2020-05-02]. （原始内容存档于2020-05-08）.
12. ↑  . 香港電台. 2019-04-09  [2020-05-02]. （原始内容存档于2020-05-08）.
13. 1 2 3  . 頭條日報. 2020-04-29  [2020-05-02]. （原始内容存档于2020-05-06）.
14. ↑  . 星島日報. 2016-03-23.
15. ↑  . 蘋果日報 (香港). 2020-04-29  [2020-05-02]. （原始内容存档于2020-05-08）.
16. ↑  . 蘋果日報 (香港). 2020-05-01  [2020-05-02]. （原始内容存档于2020-05-08）.
17. ↑  . 香港01. 2020-04-29  [2020-05-02]. （原始内容存档于2020-04-30）.